# Miguel Jones
Miguel Jones Castillo (ur. 27 października 1938, zm. 8 kwietnia 2020) – hiszpański piłkarz, występował na pozycji pomocnika.
W 1956 został zawodnikiem hiszpańskiego klubu Barakaldo. W barwach zespołu zagrał 1 sezon występując w 15 meczach i zdobywając 4 gole. W tym samym roku przeszedł do zespołu Indautxu. W drużynie spędził 3 sezony. Wystąpił w 56 spotkaniach zdobywając 24 goli. W 1959 został zawodnikiem Atletico Madryt. W 1962 zdobył z Atletico Madryt Puchar Zdobywców Pucharów. W barwach Atletico Madryt rozegrał 129 oficjalnych meczów i strzelił 50 goli. W październiku 1967 Jones został zawodnikiem Osasuna, był to jego ostatni klub w karierze.
Zmarł w Bilbao podczas pandemii COVID-19.